# Chuyến bay 4590 của Air France

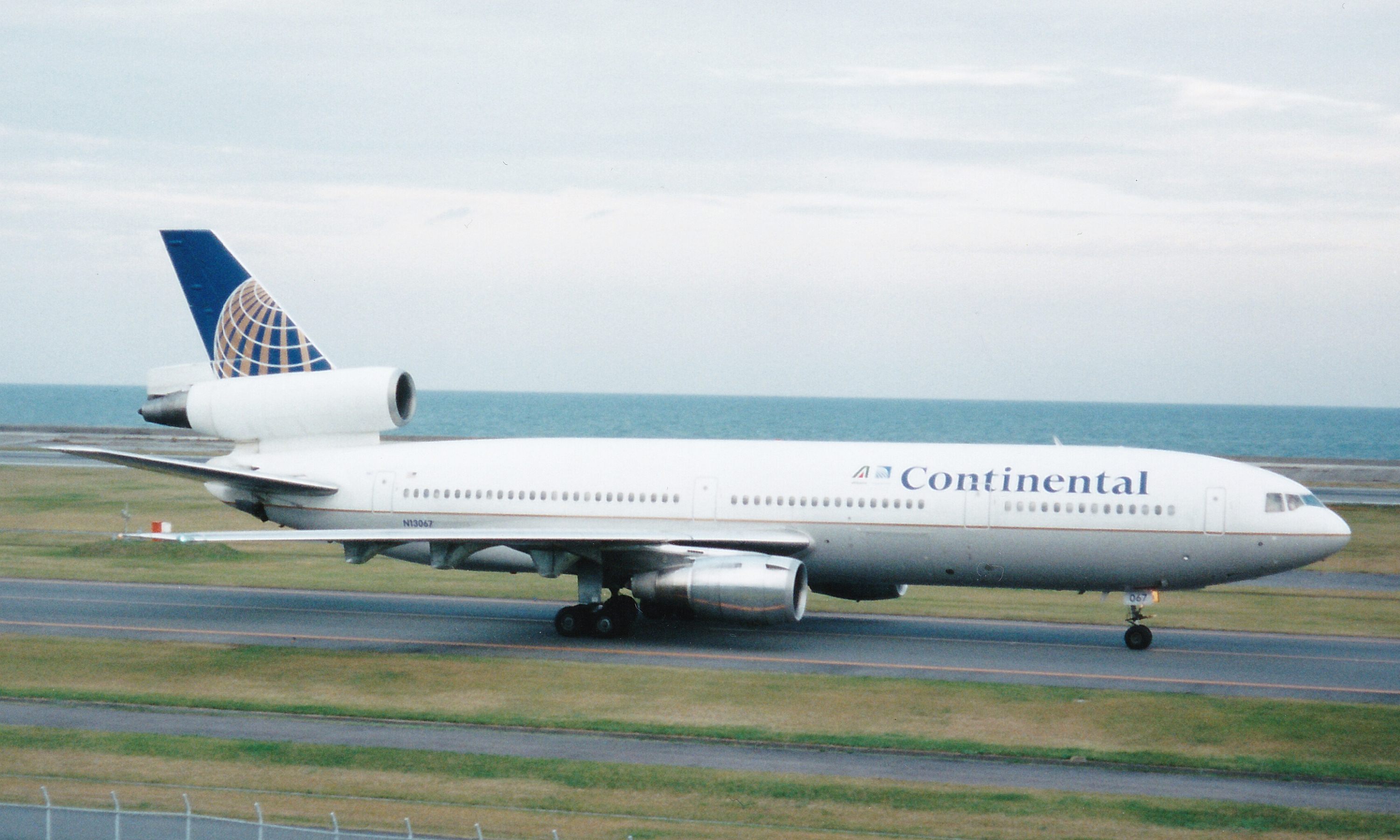
N13067, DC-10 tham gia vào chuỗi vụ tai nạn, chụp ảnh năm 1996

Chuyến bay 4590 của Air France là một chuyến bay có lịch trình từ Sân bay quốc tế Charles de Gaulle gần Paris,Pháp, đến Sân bay quốc tế John F. Kennedy tại Thành phố New York, New York, và do Air France vận hành. Ngày 25 tháng 7 năm 2000, máy bay Concorde rơi tại Gonesse, Pháp. Tai nạn này làm tất cả 100 hành khách cộng với 9 thành viên phi hành đoàn trên máy bay và 4 người dưới mặt đất đều bị thiệt mạng.
Chuyến bay có sự thuê bao của công công ty Peter Deilmann Cruises của Đức và tất cả hành khách trên đường để lên tàu du lịch MS Deutschland ở Thành phố New York cho một hành trình 16 ngày đến Nam Mỹ.

## Máy bay
Concorde được mua bởi Air France năm 1976. Số đăng bạ: F-BTSC. Đã tích luỹ được 11 989 giờ bay với 4783 chu kì cất hạ cánh. Nó vừa được bảo dưỡng cách tai nạn 4 ngày với không hư hại

## Phi hành đoàn
Cơ trưởng: Christian Marty, 54 tuổi. Kinh nhiệm 13 477 giờ bay với 317 giờ bay trên Concorde. Ngoài là phi công ông còn là 1 vận động viên thể thao mạo hiểm, ông đã từng cầm lái không ít loại máy bay khác nhau trong sự nghiệp của mình như A300, B727, ...Nhưng có lẽ Concorde vẫn là dòng máy bay đặc biệt nhất trong sự nghiệp cầm lái may bay của ông.
Cơ phó Jean Marcot, 50 tuổi, kinh nghiệm 10035 giờ bay với 2698 giờ trên concorde. Ông là một phi công giàu trách nhiệm với lịch sử bay tốt. Ông cũng là 1 trong những người đầu tiên của Air France cầm lái dòng máy bay này khi nó vừa gia nhập Air France.
Kĩ sư máy bay: Gilles Jardinaud, 58 tuổi. Kinh nghiệm 12500 giờ bay với 937 giờ bay trên concorde

## Người trên chuyến bay
Trên chuyến bay có tổng cộng 109 người với 100 hàng khách và 9 phi hành đoàn. Chủ yếu là công dân Mỹ và Pháp và là những người giàu có vì để lên concorde cần phải trả 1 mức giá khá đắt.

## Tai nạn
Chuyến bay 4590 Taxi ra đường bay 26R và đợi chiếc DC-10 của Continental Airlines đang chạy đà. Trong lúc cất cánh thì 1 mảnh kim loại của vỏ động cơ chiếc DC-10 đã rơi lại trên đường băng.
Chuyến bay 4590 được lệnh cất cánh ngay sau đó. Mọi việc có vẻ rất bình thường để cất cánh để cất cánh do Concorde phải đạt 1 tốc độ cao hơn bình thường do không có hệ thống cánh tà.
Khi đạt V1 tức là vận tốc mà nó phải bay lên mà không dừng lại. Thì chiếc lốp sau của chuyến bay 4590 cán phải mảnh kim loại của chiếc DC-10 để lại trên đường băng. Lốp may bay bị thiệt hại đầu tiên là phát nổ, ma sát với mặt đường băng ở tốc độ cao nơi nó bắt đầu bốc cháy. Chưa hết, do quán tính mảnh kim loại bị hết văng lên trên đâm thủng bình nhiên liệu số 5 của concorde. Nhiên liệu chảy ra cùng với lửa từ động cơ đã khiến khoang nhiên liệu bốc cháy dữ dội. 5s sau ngọn lửa theo đường ống dẫn nhiên liệu làm cho 2 động cơ số 1 và 2 hoàn toàn tê liệt. Chuyến bay 4590 không thể cất cánh với 2 động cơ còn lại. Khoang hành khách bắt đầu náo loạn. Mọi người hầu như không thể kìm nén được khi tận mắt nhìn thấy ngọn lửa qua cửa sổ. Không đủ vận tốc chuyến bay 4590 rơi vào tình trạng thất tốc (stall)

## Hậu quả
Chuyến bay 4950 rơi ngay sau khi cất cánh, nó đâm vào 1 khách sạn ở trung tâm ở Paris làm toàn bộ 109 người thiệt mạng ngoài ra nó còn làm 10 người trên mặt đất thiệt mạng. Đây là tai nạn đầu tiên của concorde và là tai nạn duy nhất của nó

## Điều tra
Cuộc điều tra chính thức được tiến hành bởi văn phòng điều tra tai nạn của Pháp, cục điều tra và phân tích về an toàn hàng không dân dụng